# 沼川 (静岡県)
沼川（ぬまがわ）は、静岡県沼津市および富士市を流れる富士川水系の一級河川。流路延長は14.1km。

## 地理
沼津市の足高地区に源を発し南流する。その後、小諏訪地区あたりより流路を西へ変え小河川を併せながら海岸線とほぼ並行するように流れ富士市へ入る。
途中、沼津市原地区で高橋川と合流。同時に沼川第二放水路へ分流する。富士市へ入ると春山川、須津川などと合流。中里地区で昭和放水路へ分流後も西へ流れ赤渕川、滝川、和田川などを併せ鈴川地区で田子の浦港へ流れ込む。港内で小潤井川、潤井川、田子江川などが合流し駿河湾へ注ぐ。
- 下流域はかつて一帯が浮島沼と呼ばれる湿地帯であった。現在は干拓が進み浮島工業団地を形成している。
- 支流の須津川は上流部に須津川渓谷を形成しており、富士市の観光スポットのひとつである大棚の滝がある。
- 流域の沼津市原地区には白隠禅師ゆかりの松蔭寺があり、この付近の沼川には約6kmにわたり『白隠桜』というソメイヨシノが植樹され、国道1号沿いに桜並木が続いている。

## 歴史
- 1865年、韮山代官所より放水路の工事許可が出る[1]。
- 1869年（明治2年）、春に 増田平四郎らにより放水路『水干』（すいほし）が完成。しかし、同年8月には高波により破壊され、その後放置されることとなる[2]。
- 1943年（昭和18年）、水干と同じ場所に昭和放水路が開削される。
- 1961年（昭和36年）、田子の浦港が開港する。
- 1974年（昭和49年）、支流である潤井川の星山放水路開削に伴い富士川水系へ編入された。